# Назіно (Італія)
Назіно (італ. Nasino, ліг. Naxin) — муніципалітет в Італії, у регіоні Лігурія, провінція Савона.
Назіно розташоване на відстані близько 440 км на північний захід від Рима, 80 км на південний захід від Генуї, 45 км на південний захід від Савони.
Населення — 212 осіб (2014).
Щорічний фестиваль відбувається 24 червня. Покровитель — святий Іван Хреститель.

## Демографія
Населення за роками:

Станом на 1 січня 2023 року в муніципалітеті офіційно проживало 26 іноземців з 5 країн, серед них 21 громадянин країн Євросоюзу та 1 громадянин України.

## Сусідні муніципалітети
- Альто
- Акуїла-ді-Аррошія
- Кастельб'янко
- Ерлі
- Гарессіо
- Онцо
- Ормеа
- Ранцо